# Tetragnatha baculiferens
Tetragnatha baculiferens är en spindelart som beskrevs av Richard Hingston 1927. Tetragnatha baculiferens ingår i släktet sträckkäkspindlar, och familjen käkspindlar.
Artens utbredningsområde är Myanmar. Inga underarter finns listade i Catalogue of Life.